# Libellula gaigei
Libellula gaigei är en trollsländeart som beskrevs av Howard Kay Gloyd 1938. Libellula gaigei ingår i släktet Libellula och familjen segeltrollsländor. Inga underarter finns listade i Catalogue of Life.